# Prodegeeria residis
Prodegeeria residis là một loài ruồi trong họ Tachinidae.